# Boeing F-15SE Silent Eagle
Le Boeing F-15SE Silent Eagle était une proposition de mise à jour par Boeing du chasseur d'attaque américain F-15E Strike Eagle, via l'utilisation de technologies de furtivité, comme l'emport d'armement à l'intérieur de soutes et l'emploi de matériaux absorbant les ondes radar.

## Conception et développement
Le 17 mars 2009, Boeing présenta pour la première fois le démonstrateur F-15SE. Cet appareil était conçu pour employer des technologies de chasseurs de cinquième génération, comme les matériaux absorbant les ondes radar (désignés « RAM » en anglais, pour Radar-Absorbent Material), pour réduire de manière significative sa surface équivalente radar (SER). Il possédait un niveau de furtivité que le Gouvernement des États-Unis aurait autorisé à l'export, étant optimisé pour les missions air-air — donc essentiellement contre les radars en bande X — et beaucoup moins pour les missions d'attaque, les radars terrestres employant d'autres fréquences pour détecter leurs cibles. Différents niveaux de réduction de la surface équivalente radar furent étudiés et Boeing détermina que cette furtivité serait dans la plage de celle des avions de cinquième génération tels que le F-35 Lightning II vu du secteur frontal.
Une caractéristique unique du F-15SE venait de ses baies d'armement conformes (en anglais : conformal weapons bays, ou CWB), qui auraient remplacé les réservoirs conformes de carburant (en anglais : conformal fuel tanks, ou CFT) d'origine du F-15E et auraient permis d'emporter de l'armement en position interne — au prix d'une réduction de la capacité totale en carburant —, ainsi que les deux dérives verticales, qui étaient inclinées de 15° vers l'extérieur pour réduire la SER. Les armements pouvaient également être emportés sous des pylônes externes installés sous les ailes. Les F-15SE nouvellement produits auraient été plus légers et plus économes en carburant que les appareils obtenus par la conversion de F-15E existants, en raison des dérives inclinées, des commandes de vol électriques et de leur équipement de guerre électronique numérique, ce qui permettait d'installer deux pylônes d'emport d'armement supplémentaires sous les ailes. Le F-15SE devait être équipé d'un radar à antenne active Raytheon et d'un nouveau système de guerre électronique BAE Systems.
En mars 2009, Boeing lança officiellement la vente du F-15SE sur le marché international. Il fut essentiellement présenté à des clients déjà possesseurs du F-15, tels qu'Israël, l'Arabie saoudite, le Japon et la Corée du Sud,,. Boeing estima le prix unitaire de l'avion à une valeur d'approximativement 100 millions de dollars, comprenant les pièces détachées et le support technique. Son coût inférieur, comparé à celui des chasseurs de cinquième génération, devait permettre de le rendre attractif sur le marché de l'export,. En 2009, Boeing entama des négociations avec la Corée du Sud au sujet du Silent Eagle, mais était dans l'incapacité de le vendre à des clients internationaux sans obtenir une licence d'exportation de la part du gouvernement américain. Boeing déposa une demande de licence d'exportation au début de l'année 2010 et la reçut en juillet. En août 2010, l'accord fut donné pour l'export des analyses de la SER et de la suite de guerre électronique du F-15SE vers la Corée du Sud.
Pendant les mois d'août et de septembre 2009, Boeing évalua un F-15E avec différents revêtements absorbant les ondes radar, afin d'en sélectionner un pour le futur appareil de production. Le premier F-15E de production (immatriculé 86-0183) fut modifié au standard F-15E1 pour servir de démonstrateur. Il effectua son premier vol le 8 juillet 2010, doté d'un CWB sur le côté gauche de son fuselage,, puis lança un AIM-120 AMRAAM depuis ce même CWB le 20 juillet 2010.

## Recherche de clients et de partenaires
Boeing sollicita l'implication d'autres compagnies dans le projet pour partager les risques et réduire les coûts. En novembre 2010, Boeing signa un accord avec le constructeur Korea Aerospace Industries (KAI) pour qu'il conçoive et fabrique les baies d'armements conformes (CWB) du F-15SE. KAI avait déjà précédemment produit des ailes et des fuselages avant pour les F-15K et F-15SG. En janvier 2012, le quotidien anglophone The Korea Times rapporta que seulement 10 % des travaux de conception des CWB avait été réalisé, et que le développement des dérives inclinées avait été suspendu en 2010. Toutefois, Boeing affirma que le développement continuait, avec des essais en soufflerie d'une maquette, prévus pour le printemps 2012.

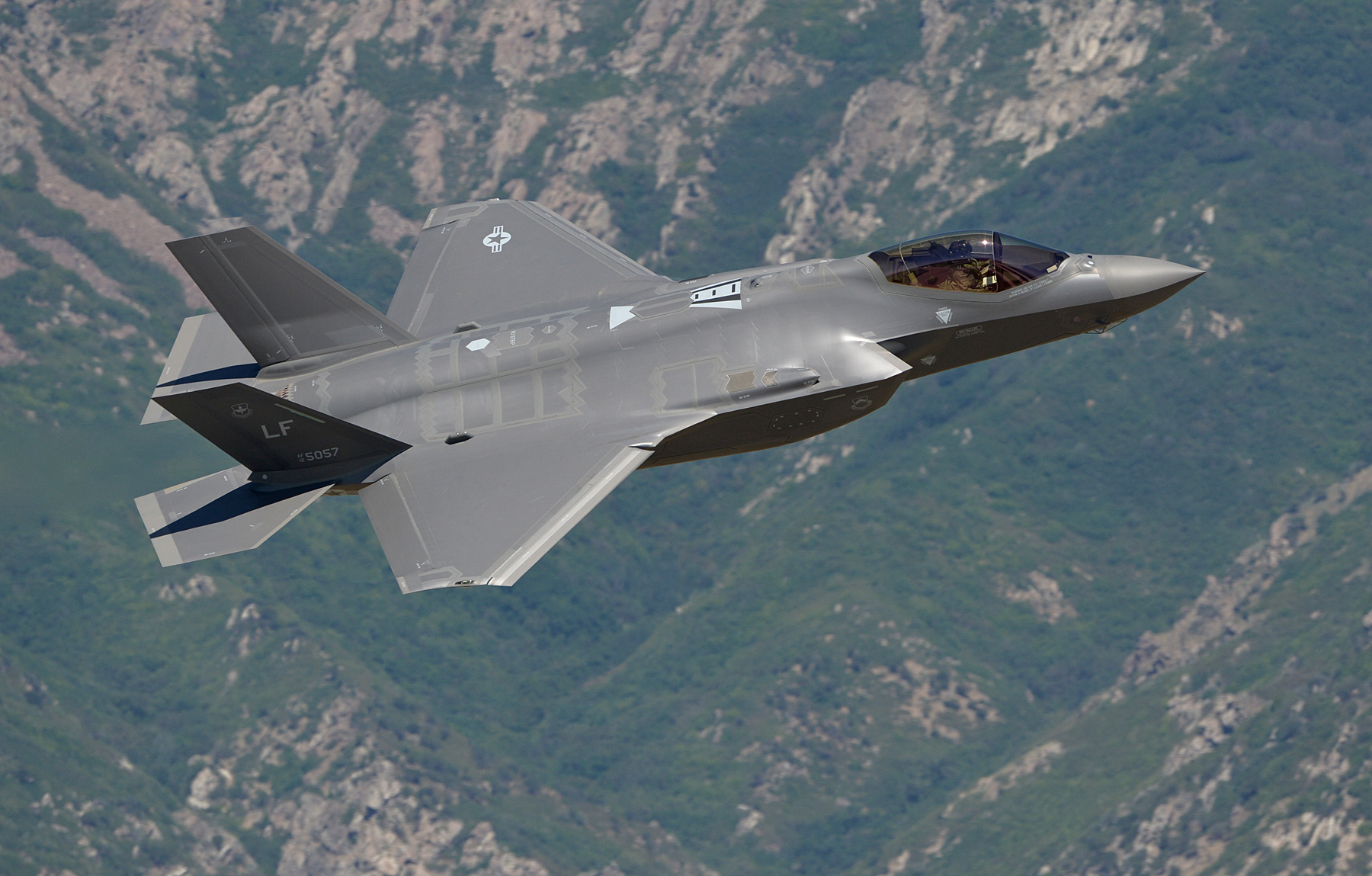
Le F-35 Lightning II a été le rival imbattable du F-15SE, lors des diverses compétitions visant à sélectionner de nouveaux armements pour le futur de nombreux pays.

Israël lança de nombreuses discussions sur la possibilité d'envisager le F-15SE comme une alternative au F-35 puis, en août 2010, le pays opta pour l'achat du F-35. En 2015, Israël exprima le besoin d'un escadron supplémentaire de F-15 basés sur le standard du F-15SE, comme « lot de consolation » à la suite du retrait par les États-Unis d'une partie des sanctions contre l'Iran.
En septembre 2009, l'Arabie saoudite envisagea l'achat de 72 F-15. Bien que le F-15SE reçut initialement toutes les attentions, ce fut finalement le F-15SA — moins évolué — qui fut commandé en 2012, à hauteur de 84 exemplaires,.
Le F-15SE fut proposé pour le projet japonais F-X, mais le Japon décida à la place d'acheter le F-35, en 2011,.
Dans le cadre du programme de chasseur F-X III sud-coréen, le F-15SE fut proposé face au F-35 et à l'Eurofighter Typhoon. Des F-15 existants furent utilisés pour un duel contre le Typhoon, et un simulateur de vol du F-35, le constructeur Lockheed Martin ayant refusé que les pilotes sud-coréens puissent tester l'avion en pilotant des « exemplaires réels ». Le 18 août 2013, le DAPA (Defense Acquisition Program Administration) sud-coréen annonça que le F-15SE était le seul candidat restant, le F-35 étant trop cher et le Typhoon étant disqualifié à la suite de défauts sur sa proposition. Le 24 septembre 2013, le Ministre de la Défense rejette ces résultats, affirmant qu'une nouvelle compétition serait organisée. Le 22 novembre 2013, les chefs militaires de la Corée du Sud annoncèrent qu'elle allait acheter le F-35A, à hauteur de 40 exemplaires.
Lors d'une démonstration en Corée du Sud pendant la même période, le constructeur Boeing montra qu'il avait abandonné le F-15SE pour se lancer dans un concept qu'il désignait « Advanced F-15 ».
En 2018, on spécule sur l'achat par la Force aérienne et spatiale israélienne d'une version nommée F15IA (Israel Advanced), basée sur le prototype du F-15SE avec de nombreux équipements provenant d'Israel Aerospace Industries mais cela n'a pas été confirmé en date du 24 novembre 2018.

## Spécifications techniques
Les spécifications techniques sont basées sur celles du F-15 Strike Eagle, duquel est dérivé le F-15SE Silent Eagle
Données de USAF F-15E fact sheet, F-15 Eagle & Strike Eagle, Silent Eagle
Caractéristiques générales
- Équipage : 1 pilote + 1 opérateur système d'armes
- Longueur : 19,43 m
- Envergure : 13,05 m
- Hauteur : 5,63 m
- Surface alaire : 56,5 m2
- Profil : 

  - Racine : NACA 64A006.6
  - Extrémité : NACA 64A203
- Masse à vide : 14 300 kg
- Masse maximale au décollage : 36 700 kg
- Moteur : 2 turboréacteurs avec postcombustion Pratt & Whitney F100-229
  - Poussée à sec : 79 kN   chacun
  - Poussée avec postcombustion : 129 kN chacun

 Performances 
- Vitesse maximale : Mach 2,5+ (2 650 km/h)
- Rayon d'action en combat : +1 480 km  (1 330 km en mission air-air)
- Distance franchissable en convoyage : 3 900 km  (avec les réservoirs conformes et trois réservoirs externes largables)
- Plafond : 18 200 m
- Vitesse ascensionnelle : 15 240 m/min
- Charge alaire : 253,10 kg/m2

Armement

- Canons : 1 canon Gatling à six tubes M61 Vulcan de 20 mm, approvisionné de 510 obus
- Points d'emports : 

  - 4 points d'emport internes dans deux baies d'armement conformes pour une faible réflectivité radar ;
  - Points d'emport externes identiques à ceux du F-15E Strike Eagle, incluant des nacelles de ciblage et des réservoirs externes largables[41].
- Missiles : Missiles air-air AIM-120 AMRAAM et AIM-9 Sidewinder
- Bombes : Bombes à guidage laser diverses sur les points d'emport externes

Avionique

- Radar à antenne active APG-82 ;
- Système numérique de guerre électronique BAE Systems DEWS (Digital Electronic warfare system) ;
- Système de commandes de vol électriques DFCS (Digital "Fly-by-Wire" Flight Control System) ;
- Nacelle de désignation électro-optique avancée et de recherche et poursuite (IRST) Sniper ;
- Liaison 16.